# Katrin Scherer
Katrin Scherer (* 1977 in Illingen (Saar)) ist eine deutsche Jazzmusikerin (Saxophon, Flöte,  Komposition).

## Musikalische Ausbildung
Scherer erhielt im Alter von elf Jahren ihren ersten Musikunterricht im Fach Querflöte. Später wechselte sie das Instrument und lernte Alt- und Baritonsaxophon. Sie gehörte von 1997 bis 1998 dem JugendJazzOrchester des Saarlandes an und spielte 1998 und 1999 im BuJazzO (Südosteuropa-Tournee 1999, Album BuJazzO on tour). Von 1998 bis 2003 absolvierte sie ein Jazz-Studium an der Folkwang Hochschule für Musik, Theater, Tanz, Gestaltung und Wissenschaft in Essen. Sie studierte dort bei Hugo Read und dem Saxophonisten und Bandleader Wollie Kaiser. 2003 war sie Mitglied im European Youth Jazz Orchestra „swinging europe“, mit dem sie durch Dänemark, Deutschland und Italien tourte (Album live in italy).
Vom Deutschen Akademischen Austauschdienst erhielt sie ein Stipendiat, das sie in den Jahren 2003/2004 in New York City am Queens College verbrachte. Dort studierte sie bei Antonio Hart (Saxophon) und Michael Mossman (Komposition).

## Musikalisches Schaffen
Gemeinsam mit den Musikern Miriam Frank (Saxophon, Flöte, Bassklarinette) und Sven Decker gründete sie im Jahr 2005 ihre erste Band „U.F.O.“ (Unidentified Flying Orchestra). Im gleichen Jahr komponierte sie im Rahmen eines Projektes „Novalis“ die Musik zu dem Text Hymnen an die Nacht des Dichters. 2007 gründete sie ein eigenes Jazz-Label „Green Deer Music“. Im gleichen Jahr erhielt sie eine Einladung zum „Interzone Jazz-Festival“ in Novi Sad/Serbien. Dort trat sie mit ihrer neu formierten Band „Ohne vier gespielt drei“ auf. 2008 folgte eine Einladung zum „Trytone Festival“ in Amsterdam. Ab 2008 war sie als Theatermusikerin am Theater Oberhausen tätig. Seit 2012 hat sie einen Lehrauftrag an der Folkwang Universität der Künste.
Weitere musikalische Aktivitäten von Katrin Scherer waren Christof Thewes´ Little Bigband (2002–2005), Ingo Marmulla Ensemble West, Mel Maroon and the swinging mallets, Philipp Schugs Oma Heinz und Jan Klares „the dorf“.

## Preise und Auszeichnungen
Katrin Scherer war 2002 zusammen mit dem Trio spielplatz Folkwangpreisträgerin. In den Jahren 2002 und 2004 gewann sie das bundesweite Jazznachwuchsfestival Leipzig sowie 2005 und 2006 den Förderpreis von jazzwerkruhr. 2009 erhielt Scherer den Förderpreis des Landesmusikrates Nordrhein-Westfalens.

## Diskographische Hinweise
- Ohne 4 gespielt drei Debut (JazzHausMusik 2005, mit Bernd Oezsevim)
- Feinkost Decker (Green Deer, 2007)
- U.F.O. unidentified flying orchestra (Green Deer, 2008, mit John-Dennis Renken, Lars Kuklinski, Sinje Glaeßner, Johannes Goltz, Philipp Schug, Tobias Schütte, Miriam Frank, Oleksandr Berezhny, Sven Decker, Andreas Wahl, Hartmut Kracht, Nils Tegen)
- Katrin Scherer´s The Bliss (Green Deer, 2010, mit John-Dennis Renken, Sven Decker, Andreas Wahl, Sebastian Räther, Christian Thomé)
- Katrin Scherer´s Momentum (Green Deer, 2014, mit Benjamin Schaefer, Christian Thomé)
- Katrin Scherer's CLUSTER Quartet (Green Deer, 2018 mit Moritz Wesp, Stefan Schönegg, Leif Berger)[1]
- Katrin Scherer's CLUSTER Quartet: Second Brain (Green Deer, 2021)[2]
- In Klausur: Die grüne Ecke (Green Deer 2022, mit Sven Decker, Dominik Mahnig)[3]